# Пабянице
Пабянѝце (на полски: Pabianice) е град Централна Полша, Лодзко войводство. Административен център е на Пабянишки окръг, както и на селската Пабянишка община, без да е част от нея. Самият град е обособен в самостоятелна градска община с площ 32,99 км2.

## География
Градът е част от агломерацията на Лодз. Намира се в историческия регион Великополша югозападно от войводския център.

## История
Вероятно селището е създадено в края на X или началото на XI век.
В периода 1975 – 1998 г. градът е в състава на Лодзкото войводство.

## Население
Населението на града възлиза на 65 823 души (2017 г.). Гъстотата е 1995 души/км2.
Демография
- 1939 – 53 000 души
- 1946 – 37 100 души
- 1960 – 56 200 души
- 1970 – 62 400 души
- 1980 – 70 500 души
- 1995 – 75 700 души
- 2000 – 74 300 души
- 2010 – 69 598 души
- 2017 – 65 823 души

## Личности
Родени в града
- Бохдан Бейзе – полски епископ
- Ян Качмарек – полски политик
- Ядвига Вайс-Марчинкевич – полска лекоатлетка
- Павел Янас – полски футболист и треньор
- Анита Блоховяк – полски политик
- Кшищоф Мачейевски – полски политик
- Пьотър Новак – полски футболист и треньор

## Градове партньори
- Рокошкис, Литва
- Гусев, Русия
- Плауен, Германия
- Керепеш, Унгария

## Фотогалерия
- Църква „Св. Матеуш“
- Църква „Св. Богородица“
- Евангелистка църква „Св.ап. Петър и Павел“
- Староството (Бивш дом на семейство Ендер)
- Железопътната гара
- Сградата на бившето търговско бюро „Круше-Ендер“
- Старата фабрика на Киндлер
- Градски културен център
- Фармацевтична фабрика „Афлофарм“
- Районен съд
- Улица „Замкова“
- Улица „Варшавска“
- Главният площад